# Justin og de tapre riddere
Justin og de tapre riddere (engelsk: Justin and the Knights of Valour) er en animationsfilm fra 2013 instrueret af Manuel Sicilia.

## Danske stemmer
- Simon Nøiers som Justin
- Thea Iven Ulstrup som Talia
- Timm Mehrens som Blucher
- Michael Elo som Horatio
- Kirsten Cenius som Heks
- Allan Klie som Sir Clorix
- Stine Stengade som Dronning